# Orientacja przestrzenna
Orientacja przestrzenna – czynność psychiczna, ściśle powiązana z spostrzeganiem, która przejawia się jako proces uświadomienia położenia ciała. Dużą rolę w kształtowaniu orientacji przestrzennej mają receptory grawitacyjne oraz narząd wzroku. Podczas lotu samolotem bez widoczności ziemi (w nocy, w chmurze) receptory grawitacyjne mogą dawać mylne informacje o położeniu ciała, prowadząc do utraty orientacji w przestrzeni. Pilot może wówczas wykonywać lot nawet w odwrotnej pozycji, głową w dół, będąc przekonanym o prawidłowym położeniu swego ciała.